# Erica pinea
Erica pinea är en ljungväxtart som beskrevs av Carl Peter Thunberg. Erica pinea ingår i släktet klockljungssläktet, och familjen ljungväxter. Inga underarter finns listade i Catalogue of Life.